# Национальный съезд Республиканской партии (2024)
Национальный съезд Республиканской партии США (англ. 2024 Republican National Convention) проходил с 15 по 18 июля 2024 года в Милуоки (штат Висконсин). На нём был утверждены кандидат в президенты Дональд Трамп и кандидат в вице-президенты Джей Ди Вэнс.
По традиции проигравшая на прошлых выборах партия проводит съезд раньше. Национальный съезд Демократической партии прошёл через месяц с 19 по 22 августа.

## Выбор места
| Город          | Штат         | Статус                      | Место проведения |
| -------------- | ------------ | --------------------------- | ---------------- |
| Милуоки        | Висконсин    | Победитель                  | Форум Fiserv     |
| Нэшвилл        | Теннеси      | Финалист (Исключён 08.2022) |                  |
| Канзас-Сити    | Миссури      | Не вышел в финал            | Центр T-Mobile   |
| Питтсбург      | Пенсильвания | Финалист (Исключён 02.2022) |                  |
| Солт-Лейк-Сити | Юта          | Финалист (Исключён 03.2022) |                  |

7 января 2022 года представитель Республиканского национального комитета заявил, что для проведения съезда 2024 года были выбраны четыре потенциальных города-организатора: Милуоки, Нашвилл, Питтсбург и Солт-Лейк-Сити.
Другие места, которые в какой-то момент были заинтересованы в проведении, но в конечном итоге не подали заявки, включали Колумбус, Лас-Вегас, Сан-Антонио, и штат Джорджия. Канзас-Сити, Миссури подали официальную заявку, но отозвали её в конце декабря 2021 года.
4 февраля 2022 года заявочный комитет Питтсбурга объявил, что их заявка была отклонена без дальнейшего рассмотрения.
В начале марта 2022 года Республиканский национальный комитет исключил Солт-Лейк-Сити из числа претендентов.
Городской совет Нашвилла и округ Дэвидсон проголосовали против проекта соглашения о проведении конкурса, что фактически лишило город права участвовать в нём. 15 июля 2022 года комитет по выбору места проведения съезда единогласно проголосовал за то, чтобы рекомендовать Милуоки в качестве места проведения съезда вместо Нашвилла. Республиканский национальный комитет проголосовал за то, чтобы Милуоки стал местом проведения съезда партии в 2024 году, на заседании в начале августа 2022 года в Чикаго.

## Логистика
Ожидалось, что мероприятие привлечет в Милуоки около 50 000 посетителей. По оценкам, оно может принести региону доход в размере до 200 миллионов долларов. По численности населения Милуоки уступает другим крупным городам, в которых в последнее время проводились съезды основных политических партий. Милуоки — один из самых маленьких городов, где проводились съезды основных политических партий.
В июле 2023 года, подписывая закон о государственном бюджете, губернатор Эверс воспользовался своим правом вето на отдельные статьи расходов и сократил государственное финансирование съезда с 10 миллионов долларов до 1 миллиона долларов.
В своем проекте государственного бюджета на 2024 год губернатор штата Висконсин Тони Эверс включил положение о продлении разрешенного времени работы баров в юго-восточной части штата Висконсин до 4:00 утра во время проведения съезда. Закон штата Висконсин требует, чтобы бары закрывались в 2 часа ночи в будние дни и в 2:30 утра в выходные. В июне 2023 года Законодательное собрание штата Висконсин приняло законопроект о продлении времени работы баров во время проведения съезда. Сенат штата Висконсин должен будет принять законопроект, прежде чем губернатор сможет его подписать.

## Руководитель съезда
| Должность                | Занимающий Должность                         |
| ------------------------ | -------------------------------------------- |
| Председатель комитета    | Энн Хэтэуэй                                  |
| Генеральный председатель | Рон Кауфман                                  |
| Исполнительный директор  |                                              |
| Казначей                 | Кей Си Кросби                                |
| Секретарь                | Вики Драммонд                                |
| Сопредседатель           | Дэвид Босси                                  |
| Прочие                   | Марипат Крюгер, Том Шрайбел, Брайан Шимминг. |

## Кандидаты
Ниже перечислены кандидаты получившие голоса делегатов на праймеризе Республиканской партии.
| Кандидаты       | Кол-во голосов делегатов | % от всех голосов делегатов |
| --------------- | ------------------------ | --------------------------- |
| Дональд Трамп   | 2,265                    | 95.4                        |
| Никки Хейли     | 97                       | 4.09                        |
| Рон Десантис    | 9                        | 0.38                        |
| Вивек Рамасвами | 3                        | 0.13                        |

Официальным кандидатом от Республиканской партии стал Дональд Трамп, решение об этом было озвучено в первый день съезда.

## Инциденты

### Покушение на Дональда Трампа в Пенсильвании
14 июля на экс-президента и предполагаемого кандидата в президенты Дональда Трампа было совершено покушение во время предвыборного митинга в Пенсильвании. Через несколько часов Республиканский национальный комитет заявил что Дональд Трамп будет присутствовать на съезде несмотря на ранение. Тактика обеспечения безопасности на съезде будет пересмотрена. 15 июля 2024 года Трамп прибыл в Милуоки и где пройдет его большая речь перед делегатами голосовавших за него в праймеризе Республиканской партии 2024 года.

### Убийство мужчины
В американском городе Милуоки, где проходит съезд Республиканской партии США, полиция застрелила подозрительного мужчину в трех километрах от места проведения мероприятия. Телеведущая WISN Диана Гутьеррес также написала в X, что очевидцы слышали пять выстрелов возле 14-й улицы. По данным nbc4i, на место происшествия был вызван окружной судмедэксперт, что указывает на смерть подозреваемого. Никто из полицейских не пострадал в результате стрельбы.

## События на съезде

#### Первый день съезда
Первый день проходил под лозунгом «Сделаем Америку снова богатой» (англ. Make America Wealthy Again).
15 июля в первый день съезда проводилось голосование делегатов за кандидата в президенты. Победу ожидаемо одержал 45-й президент США Дональд Трамп. В этот же день Трамп объявил в социальной сети Truth Social имя своего кандидата в вице-президенты, им стал Джей Ди Вэнс сенатор от штата Огайо.
Дональд Трамп прибыл на национальный съезд Республиканской партии, впервые появившись на публичном мероприятии после покушения. Он вышел к сторонникам с перевязанным ухом и поприветствовал участников съезда, которые скандировали «Борись! Борись! Борись!». После чего Трамп занял место на трибуне между кандидатом в вице-президенты Джеймсом Вэнсом и спикером палаты представителей Майком Джонсоном.
В первый день съезда Дональд Трамп был официально выдвинут кандидатом в президенты США от Республиканской партии.

#### Второй день съезда
Второй день проходил под лозунгом «Сделаем Америку снова безопасной» (англ. Make America Safe Again).
Среди прочих выступающих в этот день произнесли свои речи бывшие конкуренты Трампа на выборах: Вивек Рамасвами, Рон Десантис и Никки Хейли.
Также на съезде выступил губернатор Западной Виргинии Джим Джастис, вместе со своей собакой.

#### Третий день съезда
Третий день проходил под лозунгом «Сделаем Америку снова сильной» (англ. Make America Strong Again).
На третий день свою речь произнёс кандидат в вице-президенты от Республиканской партии Джей Ди Вэнс.

#### Четвёртый день съезда
Четвёртый день проходил под лозунгом «Сделаем Америку снова великой» (англ. Make America Great Again).
В последний день съезда свою речь произнёс кандидат в президенты от Республиканской партии Дональд Трамп.
Среди прочих выступающих в этот день произнесли свои речи Такер Карлсон и Халк Хоган.